# هيكتور روداس
هيكتور روداس (بالإسبانية: Héctor Rodas)‏ (7 مارس 1988 في إسبانيا - ) هو لاعب كرة قدم إسباني في مركز الدفاع. لعب مع ريال بيتيس ونادي إلتشي ونادي قرطبة ونادي ليفانتي.

## وصلات خارجية
- هيكتور روداس على موقع قاعدة بيانات كرة القدم.إي يو (الإنجليزية)
- هيكتور روداس على موقع Soccerbase.com (لاعب) (الإنجليزية)
- هيكتور روداس على موقع Soccerway.com (الإنجليزية)
- هيكتور روداس على موقع AS.com (الإسبانية)